# Príncipe Pío
Zasugerowano, aby zintegrować ten artykuł z artykułem Madryt Príncipe Pío. Nie opisano powodu propozycji integracji.
Príncipe Pío – stacja metra w Madrycie, na linii 6 i linii 10. Znajduje się w pobliżu stacji kolejowej Madryt Príncipe Pío, w Madrycie i zlokalizowana jest pomiędzy stacjami Puerta del Ángel, Argüelles (linia 6) oraz Plaza de España i Lago. Została otwarta 10 maja 1995.